# بينغت أندرسون (لاعب رماية)
بينغت أندرسون (بالسويدية: Bengt Andersson)‏ هو لاعب رماية سويدي، ولد في 6 مارس 1966.